# Produce 101 Mùa 2
Produce 101 Mùa 2 (tiếng Hàn: 프로듀스 101 시즌 2) là một chương trình truyền hình thực tế sống còn của Hàn Quốc được phát sóng trên kênh truyền hình Mnet trong năm 2017. Đây là một dự án quy mô lớn, mà trong đó công chúng sẽ "đào tạo" nên một nhóm nhạc bằng cách lựa chọn từng thành viên trong số 101 thực tập sinh đến từ 54 công ty giải trí khác nhau cũng như định hướng phong cách cho nhóm, chọn bài hát ra mắt và kể cả tên nhóm.

## Khái niệm
Produce 101 Mùa 2 là chương trình tạo nên nhóm nhạc nam đầu tiên hợp tác giữa nhiều công ty sau Produce 101, chương trình gồm 101 thực tập sinh từ các công ty giải trí trong nước khác nhau của Hàn Quốc, và 11 thực tập sinh sẽ được chọn và thành lập nên một nhóm nhạc. Nhóm sẽ biểu diễn cùng nhau trong vòng 18 tháng dưới sự quản lí của công ty YMC Entertainment (cũng là công ty của I.O.I từ Produce 101 mùa 1). Top 35 thực tập sinh cũng sẽ biểu diễn cùng sân khấu với nhóm chiến thắng. Nhóm chiến thắng có thể sẽ tan rã và tham gia vào nhóm của chính họ trong khi công ty quản lí lên kế hoạch.
Nhiều công ty giải trí lớn bao gồm SM, YG and JYP đã không gửi thực tập sinh của mình tham gia Mùa 2. Tuy nhiên YG cũng đã gửi 4 thực tập sinh dưới danh nghĩa công ty con YG KPlus. Đạo diễn chính Han Dong Chul của Mùa 1 cũng đã rút khỏi chương trình do có những thỏa thuận kí kết riêng trong hợp đồng.

## Quảng bá
Vào ngày 23 tháng 2 năm 2017, Mnet thông báo rằng BoA sẽ đảm nhiệm vai trò MC trong mùa này, thay thế Jang Geun Suk. Cô ấy sẽ "như một người đưa tin và là gương mặt đại diện của khán giả". Sau đó cùng ngày, những thực tập sinh tham gia cũng được công bố. Việc phát sóng chính thức của chương trình sẽ thay thế khung giờ phát sóng của High School Rapper được thông báo vào ngày 8 tháng 3 năm 2017.
Ngay sau khi các thực tập sinh di chuyển đến ký túc xá vào ngày 26 tháng 2 năm 2017, việc ghi hình đã bắt bầu. Một đoạn Teaser đầu tiên giới thiệu về người có vị trí center cũng như là vị trí dẫn đầu được tiết lộ ngay sau đó.
Produce 101 Mùa 2 được công bố lần đầu tiên trong Tập 514 của M Countdown vào ngày 9 tháng 3 năm 2017. Nhóm được giới thiệu bởi BoA, và các thực tập sinh phô diễn tài năng của mình qua bài hát mang phong cách EDM - "It's Me (Pick Me)". Vị trí trung tâm (center) được giao cho Lee Dae-hwi của Brand New Music. Một số nghệ sĩ từng được biết đến cũng tham gia bao gồm các thành viên của NU'EST, JJCC, HOTSHOT và Topp Dogg. Thực tập sinh Jang Moon-bok của công ty ONO Entertainment, Kim Samuel của công ty Brave Entertainment và Park Ji-hoon của công ty Maroo Entertainment cũng được chú ý rất nhiều.
Vào ngày 31 tháng 3 năm 2017, các thực tập sinh biểu diễn ca khúc "It's Me" (Pick Me)" tại Gocheok Sky Dome trước khi trận bóng chày giữa LG Twins và Nexen Heroes diễn ra. Ngoài ra center Lee Dae-hwi đã được vinh danh trong nghi lễ cùng Arredondo Samuel từ công ty Brave Entertainment.

## Ban cố vấn
- Đại diện Nhà sản xuất Quốc dân (MC): BoA
- Cố vấn thanh nhạc: Lee Seok-hoon và Shin Yoo-mi.
- Cố vấn rap: Cheetah và Don Mills.
- Cố vấn trình diễn: Kahi và Kwon Jae-seung.
- MC đặc biệt:
  - Choi Yoo-jung, Kim Do-yeon (cựu thành viên I.O.I; Weki Meki; tập 5)
  - Leeteuk (Super Junior; tập 6,7)

## Thí sinh
Thành viên của Wanna One
     Thí sinh bị loại ở chung kết
     Thí sinh bị loại ở vòng loại trừ thứ ba
     Thí sinh bị loại ở vòng loại trừ thứ hai
     Thí sinh bị loại ở vòng loại trừ thứ nhất
     Thí sinh rời chương trình
| 101 thí sinh            | 101 thí sinh            | 101 thí sinh                   | 101 thí sinh               | 101 thí sinh             |
| ----------------------- | ----------------------- | ------------------------------ | -------------------------- | ------------------------ |
| Kang Daniel (강다니엘)  | Park Ji-hoon (박지훈)   | Lee Dae-hwi (이대휘)           | Kim Jae-hwan (김재환)      | Ong Seong-wu (옹성우)    |
| Park Woo-jin (박우진)   | Lai Kuan-lin (라이관린) | Yoon Ji-sung (윤지성)          | Hwang Min-hyun (황민현)    | Bae Jin-young (배진영)   |
| Ha Sung-woon (하성운)   | Jeong Se-woon (정세운)  | Kang Dong-ho (강동호)          | Kim Jong-hyun (김종현)     | Im Young-min (임영민)    |
| Ahn Hyung-seob (안형섭) | Yoo Seon-ho (유선호)    | Kim Samuel (김사무엘)          | Joo Hak-nyeon (주학년)     | Choi Min-ki (최민기)     |
| Kim Yong-guk (김용국)   | Kwon Hyun-bin (권현빈)  | Lee Eui-woong (이의웅)         | Takada Kenta (타카다 켄타) | Noh Tae-hyun (노태현)    |
| Kim Sang-gyun (김상균)  | Jang Moon-bok (장문복)  | Kim Dong-hyun (김동현)         | Kim Dong-han (김동한)      | Kim Tae-dong (김태동)    |
| Seo Sung-hyuk (서성혁)  | Kim Ye-hyun (김예현)    | Lee Geon-hee (이건희)          | Lee Woo-jin (이우진)       | Park Woo-dam (박우담)    |
| Jeong Dong-soo (정동수) | Park Sung-woo (박성우)  | Hong Eun-ki (홍은기)           | Yoo Hoe-seung (유회승)     | Woo Jin-young (우진영)   |
| Joo Jin-woo (주진우)    | Yeo Hwan-woong (여환웅) | Justin Hoàng Minh Hạo (저스틴) | Lee Gwang-hyun (이광현)    | Byun Hyun-min (변현민)   |
| Yoon Hee-seok (윤희석)  | Kim Seong-ri (김성리)   | Kim Sang-bin (김상빈)          | Kim Tae-woo (김태우)       | Lee Jun-woo (이준우)     |
| Jung Jung (정정)        | Kim Nam-hyung (김남형)  | Lee Ki-won (이기원)            | Lee Yoo-jin (이유진)       | Yoon Jae-chan (윤재찬)   |
| Kim Yong-jin (김용진)   | Lee In-soo (이인수)     | Kim Dong-bin (김동빈)          | Kim Tae-min (김태민)       | Ha Min-ho (하민호)       |
| Seong Hyun-woo (성현우) | Joo Won-tak (주원탁)    | Choi Dong-ha (최동하)          | Jeong Joong-ji (정중지)    | Kwon Hyeop (권협)        |
| Im Woo-hyuk (임우혁)    | Jeong Hyo-jun (정효준)  | Son Dong-myeong (손동명)       | Lee Seo-kyu (이서규)       | Kim Hyeon-woo (김현우)   |
| Choi Tae-woong (최태웅) | Cho Jin-hyung (조진형)  | Yoon Yong-bin (윤용빈)         | Han Min-ho (한민호)        | Yoo Jin-won (유진원)     |
| Kim Yeon-kook (김연국)  | Jeong Si-hyun (정시현)  | Kim Chan-yul (김찬율)          | Choi Seung-hyuk (최승혁)   | Lee Hoo-lim (이후림)     |
| Kim Jae-han (김재한)    | Kim Chan (김찬)         | Jang Dae-hyun (장대현)         | Yoo Kyoung-mok (유경목)    | Choi Ha-don (최하돈)     |
| Park Hee-seok (박희석)  | Ryu Ho-yeon (유호연)    | Cho Gyu-min (조규민)           | Wang Min-hyuk (왕민혁)     | Choi Jun-young (최준영)  |
| Jo Sung-wook (조성욱)   | Kim Do-hyun (김도현)    | Jo Yong-geun (조용근)          | Lee Gun-min (이건민)       | Jeong Won-cheol (정원철) |
| Choi Hee-soo (최희수)   | Choi Jae-woo (최재우)   | Lee Ji-han (이지한)            | Han Jong-yeon (한종연)     | Nam Yoon-sung (남윤성)   |
| Kim Shi-hyun (김시현)   |                         |                                |                            |                          |

## Danh sách đĩa nhạc

### Đĩa đơn
| Tên                  | Năm  | Thứ hạng cao nhất | Doanh số        | Album                         |
| Tên                  | Năm  | KOR               | Doanh số        | Album                         |
| -------------------- | ---- | ----------------- | --------------- | ----------------------------- |
| "It's Me (Pick Me)"  | 2017 | 26                | - KOR: 311,208+ | Đĩa đơn không nằm trong album |
| "Show Time"          | 2017 | 25                | - KOR: 113,883+ | 35 Boys 5 Concepts            |
| "I Know You Know"    | 2017 | 21                | - KOR: 115,669+ | 35 Boys 5 Concepts            |
| "Open Up" (열어줘)   | 2017 | 10                | - KOR: 153,064+ | 35 Boys 5 Concepts            |
| "Oh Little Girl"     | 2017 | 7                 | - KOR: 163,338+ | 35 Boys 5 Concepts            |
| "Never"              | 2017 | 2                 | - KOR: 219,924+ | 35 Boys 5 Concepts            |
| "Hands on Me"        | 2017 | 11                | - KOR: 201,738+ | Produce 101 - Final           |
| "Super Hot"          | 2017 | 19                | - KOR: 162,786+ | Produce 101 - Final           |
| "Always" (이 자리에) | 2017 | 17                | - KOR: 175,951+ | Produce 101 - Final           |

## Tranh cãi
Theo Ilgan Sports, nhân viên của Mnet Produce 101 Mùa 2 đã cố gắng tìm một thực tập sinh đã nói chuyện với truyền thông rằng họ bị phân biệt đối xử theo thứ hạng. Ilgan Sports tường thuật rằng các thực tập sinh bị phân biệt đối xử, chẳng hạn như quyết định phân bổ thời gian việc tắm rửa và bữa ăn theo thứ hạng khác nhau. Ngoài ra có những vấn đề về các chàng trai bắt nạt lẫn nhau hoặc sao chép vũ đạo. Từ sự cố này đã gây nên một chấn động không nhỏ cho cộng đồng mạng Hàn Quốc.
Han Jong-yeon của công ty Maroo Entertainment đã rời chương trình do một vụ ẩu đả và tấn công tình dục nghiêm trọng. Một bạn học cũ đã buộc tội Han Jong-yeon là bắt anh ta phải thủ dâm trước mặt bạn bè, buộc anh ta phải đánh lộn với bạn của Han Jong-yeon, hơn nữa còn khóa anh ta trong phòng thiết bị làm sạch, và nhiều hơn thế nữa.
Kwon Hyun-bin của công ty YGKPLUS đã buộc phải xoá tất cả hình ảnh của mình trên Instagram sau khi bị khán giả chê bai, chỉ trích và có những bình luận tiêu cực. Trong Tập 4, Kwon Hyun-bin đã bỏ qua việc luyện tập "Sorry Sorry" và nhận những lời chỉ trích gay gắt từ các thực tập sinh khác vì thiếu tập trung. Nhóm của Kwon Hyun-bin đã thắng phần biểu diễn trực tiếp và anh ấy nhận về số điểm cao nhất trong hai nhóm. Trong suốt buổi biểu diễn, các huấn luyện viên nhận xét rằng anh đã "sẵn sàng debut". Sau màn biểu diễn Kwon Hyun-bin phát biểu "Tôi ở đây bởi vì tôi thực sự muốn debut như một ca sĩ" và "Tôi đã đánh đổi tất cả mọi thứ cho cuộc thi này". Mặc dù có lượt bình chọn cao nhất nhưng cư dân mạng vẫn chỉ trích Kwon Hyun-bin vì sự thiếu chân thành của anh ấy.
Ha Min-ho của The Vibe Label bị cáo buộc liên quan đến việc quan hệ tình dục với trẻ vị thành niên. Nội dung tin nhắn từ Instagram và Facebook của Ha Min-ho với nhiều fan nữ  được phát tán trên các diễn đàn, gây ra chấn động lớn. Anh cũng bị buộc tội quấy rối tình dục và bắt nạt bạn gái cũ ở giữa trường học. Sau khi thảo luận với Mnet Ha Min-ho đã rời chương trình và hủy hợp đồng với The Vibe Label.

### Kêu gọi bình chọn
Lee Ki-won của 2Y Entertainment bị buộc tội gian lận bằng cách cố gắng vận động phiếu bầu cho cuộc thăm dò ý kiến của Mnet. Lee Ki-won đã gợi ý bài hát của mình bằng dòng chữ "Oh Ki Won> Sa Ki Won Sam Ki Won Lee Ki Won" trên Instagram. Công ty quản lí của Lee Ki-won đã thông báo rằng anh sẽ không được sử dụng phương tiện truyền thông đến khi kết thúc cuộc thi. Một tuyên bố tiếp theo làm rõ rằng công ty quản lí 2Y Entertainment cố gắng tăng sự nổi tiếng của Lee Ki-won trong khi anh bị cáo buộc là ngủ và không ý thức.
Kim Dong-bin của Kiwi Media Group cũng tham gia vào việc gian lận vận động phiếu bầu cho cuộc thăm dò ý kiến của Mnet. Ảnh chụp màn hình tin nhắn KakaoTalk tiết lộ rằng ba của Kim Dong-bin đã yêu cầu người đứng đầu fanclub quảng cáo cho "Never" hoặc "Open Up" vì đó là bài hát mà cho Kim Dong-bin muốn biểu diễn.

## Xếp hạng
Top 11 thí sinh được chọn ra qua bình chọn trực tuyến tại trang chủ của Produce 101 và lượt bình chọn trực tiếp của khán giả, được công bố vào cuối mỗi tập. Bảng xếp hạng này sẽ quyết định 11 thực tập sinh được chọn ra để thành lập nên nhóm nhạc.
Trong giai đoạn bình chọn thứ nhất và thứ hai, khán giả được phép chọn 11 thí sinh mỗi lượt bình chọn. Tuy nhiên thể lệ bình chọn thay đổi, mỗi lượt bình chọn được chọn 2 thí sinh đến giai đoạn bình chọn thứ ba. Trong giai đoạn bình chọn cuối cùng thể lệ bình chọn được thay đổi, mỗi lượt bình chọn chỉ được chọn 1 thí sinh. Không giống như Mùa 1, chỉ những số điện thoại mã vùng Hàn Quốc mới được phép bình chọn dưới tài khoản CJ One hoặc TMON để ngăn hành vi gian lận.

### Giai đoạn bình chọn thứ nhất
| #  | Tập 1 (Bình chọn trực tuyến) | Tập 2 (Bình chọn trực tuyến) | Tập 3 (Bình chọn trực tuyến) | Tập 4 (Bình chọn trực tiếp) | Tập 4 (Bình chọn trực tiếp) | Tập 5 (Tổng lượt bình chọn) | Tập 5 (Tổng lượt bình chọn) |
| #  | Tập 1 (Bình chọn trực tuyến) | Tập 2 (Bình chọn trực tuyến) | Tập 3 (Bình chọn trực tuyến) | Tên                         | Lượt bình chọn              | Tên                         | Lượt bình chọn              |
| -- | ---------------------------- | ---------------------------- | ---------------------------- | --------------------------- | --------------------------- | --------------------------- | --------------------------- |
| 1  | Park Ji-hoon                 | Park Ji-hoon                 | Park Ji-hoon                 | Park Woo-dam                | 3,270                       | Park Ji-hoon                | 1,044,197                   |
| 2  | Jang Moon-bok                | Kim Samuel                   | Lee Dae-hwi                  | Kim Tae-dong                | 3,180                       | Kim Samuel                  | 863,861                     |
| 3  | Lee Dae-hwi                  | Lee Dae-hwi                  | Kim Samuel                   | Ahn Hyeong-seop             | 3,163                       | Yoon Ji-seong               | 844,829                     |
| 4  | Joo Hak-nyeon                | Ong Seong-wu                 | Ong Seong-wu                 | Choi Min-ki                 | 3,157                       | Ong Seong-wu                | 819,186                     |
| 5  | Bae Jin-young                | Jang Moon-bok                | Ahn Hyeong-seop              | Kwon Hyun-bin               | 3,142                       | Kang Daniel                 | 817,245                     |
| 6  | Kim Samuel                   | Lai Kuan-lin                 | Joo Hak-nyeon                | Takada Kenta                | 3,133                       | Ahn Hyeong-seop             | 810,639                     |
| 7  | Ahn Hyeong-seop              | Ahn Hyeong-seop              | Lai Kuan-lin                 | Jang Moon-bok               | 3,123                       | Lee Dae-hwi                 | 809,484                     |
| 8  | Ong Seong-wu                 | Joo Hak-nyeon                | Jang Moon-vok                | Yun Hee-seok                | 3,121                       | Kim Jong-hyun               | 752,149                     |
| 9  | Lee Eui-woong                | Hwang Min-hyun               | Yoon Ji-seong                | Park Ji-hoon                | 3,113                       | Lai Kuan-lin                | 717,275                     |
| 10 | Lai Kuan-lin                 | Lee Eui-woong                | Bae Jin-young                | Lee Ki-won                  | 3,112                       | Joo Hak-nyeon               | 703,391                     |
| 11 | Hwang Min-hyun               | Kim Jong-hyun                | Jung Se-woon                 | Hwang Min-hyun              | 3,108                       | Hwang Min-hyun              | 680,322                     |

Chú thích
- Trong tập 4, những thí sinh thuộc đội thắng được cộng thêm 3,000 điểm.
- Bảng xếp hạng của tập 5 là kết quả của việc cộng lượt bình chọn trực tuyến và lượt bình chọn trực tiếp ở tập trước.

### Giai đoạn bình chọn thứ hai
| #  | Tập 6 (Bình chọn trực tuyến) | Tập 7 (Bình chọn trực tiếp) | Tập 7 (Bình chọn trực tiếp) | Tập 8 (Tổng lượt bình chọn) | Tập 8 (Tổng lượt bình chọn) |
| #  | Tập 6 (Bình chọn trực tuyến) | Tên                         | Lượt bình chọn              | Tên                         | Lượt bình chọn              |
| -- | ---------------------------- | --------------------------- | --------------------------- | --------------------------- | --------------------------- |
| 1  | Kim Jong-hyun                | Lee Gun-hee                 | 110,717                     | Kim Jong-hyun               | 2,795,491                   |
| 2  | Kang Daniel                  | Kim Jong-hyun               | 110,665                     | Lai Kuan-lin                | 2,202,665                   |
| 3  | Park Ji-hoon                 | Noh Tae-hyun                | 110,621                     | Park Ji-hoon                | 2,181,840                   |
| 4  | Hwang Min-hyun               | Im Young-min                | 10,651                      | Lee Dae-hwi                 | 2,095,314                   |
| 5  | Lai Kuan-lin                 | Yoo Seon-ho                 | 10,642                      | Lim Young Min               | 2,011,798                   |
| 6  | Ong Seong-wu                 | Kim Yong-guk                | 10,633                      | Hwang Min-hyun              | 2,004,207                   |
| 7  | Kim Jae-hwan                 | Kim Jae-hwan                | 10,622                      | Ong Seong-wu                | 1,998,849                   |
| 8  | Kang Dong-ho                 | Jung Se-woon                | 10,584                      | Kang Daniel                 | 1,948,847                   |
| 9  | Joo Hak-nyeon                | Joo Hak-nyeon               | 10,581                      | Kim Jae-hwan                | 1,822,842                   |
| 10 | Lee Dae-hwi                  | Park Woo-jin                | 10,542                      | Joo Hak-nyeon               | 1,629,176                   |
| 11 | Yoo Seon-ho                  | Jung Jung                   | 10,537                      | Kang Dong-ho                | 1,585,712                   |

Chú thích
- Trong tập 7, thí sinh chiến thắng của mỗi nhóm được cộng thêm 10,000 điểm trong khi thí sinh chiến thắng của mỗi position được cộng thêm 100,000 điểm.

### Giai đoạn bình chọn thứ ba
| #  | Tập 9 (Bình chọn trực tiếp) | Tập 9 (Bình chọn trực tiếp) | Tập 10 (Tổng lượt bình chọn) | Tập 10 (Tổng lượt bình chọn) |
| #  | Tên                         | Lượt bình chọn              | Tên                          | Lượt bình chọn               |
| -- | --------------------------- | --------------------------- | ---------------------------- | ---------------------------- |
| 1  | Kang Daniel                 | 100,205                     | Kang Daniel                  | 828,148                      |
| 2  | Kang Dong-ho                | 20,078                      | Park Ji-hoon                 | 630,198                      |
| 3  | Joo Hak-nyeon               | 20,071                      | Ha Sung-woon                 | 413,654                      |
| 4  | Yoo Seon-ho                 | 20,059                      | Bae Jin-young                | 389,982                      |
| 5  | Kim Yong-guk                | 20,058                      | Kim Samuel                   | 378,491                      |
| 6  | Im Young-min                | 20,057                      | Park Woo-jin                 | 372,493                      |
| 7  | Takada Kenta                | 20,024                      | Kim Jong-hyun                | 367,052                      |
| 8  | Park Ji-hoon                | 182                         | Ong Seong-wu                 | 358,656                      |
| 9  | Park Woo-jin                | 95                          | Yoon Ji-seong                | 333,974                      |
| 10 | Hwang Min-hyun              | 91                          | Lee Dae-hwi                  | 325,990                      |
| 11 | Bae Jin-young               | 82                          | Hwang Min-hyun               | 315,650                      |

Chú thích
- Trong tập 9, thí sinh chiến thắng của mỗi nhóm được cộng thêm 20,000 điểm ngoại trừ thí sinh có lượt bình chọn cao nhất được cộng thêm 100,000 điểm. Vị trí thứ nhất và thứ hai được công bố ở tập 10.

### Kết quả
Trong tập cuối của chương trình phát sóng vào ngày 16 tháng 6 năm 2017, MC BoA thông báo tên chính thức của nhóm là Wanna One (tiếng Hàn: 워너원).
| Tập 11 (Tổng lượt bình chọn) | Tập 11 (Tổng lượt bình chọn) | Tập 11 (Tổng lượt bình chọn) | Tập 11 (Tổng lượt bình chọn) |
| #                            | Tên                          | Lượt bình chọn               | Công ty                      |
| ---------------------------- | ---------------------------- | ---------------------------- | ---------------------------- |
| 1                            | Kang Daniel                  | 1,578,837                    | MMO Entertainment            |
| 2                            | Park Ji-hoon                 | 1,136,014                    | Maroo Entertainment          |
| 3                            | Lee Dae-hwi                  | 1,102,005                    | Brand New Music              |
| 4                            | Kim Jae-hwan                 | 1,051,735                    | Thực tập sinh tự do          |
| 5                            | Ong Seong-wu                 | 984,756                      | Fantagio                     |
| 6                            | Park Woo-jin                 | 937,379                      | Brand New Music              |
| 7                            | Lai Kuan-lin                 | 905,875                      | Cube Entertainment           |
| 8                            | Yoon Ji-seong                | 902,098                      | MMO Entertainment            |
| 9                            | Hwang Min-hyun               | 862,719                      | Pledis Entertainment         |
| 10                           | Bae Jin-young                | 807,749                      | C9 Entertainment             |
| 11                           | Ha Sung-woon                 | 790,302                      | Ardor & Able Entertainment   |

## Tỉ lệ người xem
Từ khi bắt đầu lên sóng, tỉ lệ người xem của Produce 101 Mùa 2 bắt đầu tăng dần
| Tập            | Ngày phát sóng      | Tỉ lệ người xem trung bình | Tỉ lệ người xem trung bình | Tỉ lệ người xem trung bình |
| Tập            | Ngày phát sóng      | AGB Nielsen                | AGB Nielsen                | TNmS                       |
| Tập            | Ngày phát sóng      | Cả nước                    | Vùng thủ đô Seoul          | Cả nước                    |
| -------------- | ------------------- | -------------------------- | -------------------------- | -------------------------- |
| 1              | 7 tháng 4 năm 2017  | 1.638%                     | 1.606%                     | 2.1%                       |
| 2              | 14 tháng 4 năm 2017 | 1.912%                     | 1.972%                     | 2.5%                       |
| 3              | 21 tháng 4 năm 2017 | 2.260%                     | 2.142%                     | 3.2%                       |
| 4              | 28 tháng 4 năm 2017 | 2.321%                     | 2.392%                     | 3.0%                       |
| 5              | 5 tháng 5 năm 2017  | 3.001%                     | 2.746%                     | 3.9%                       |
| 6              | 12 tháng 5 năm 2017 | 3.054%                     | 2.779%                     | 4.4%                       |
| 7              | 19 tháng 5 năm 2017 | 3.096%                     | 3.166%                     | 4.2%                       |
| 8              | 26 tháng 5 năm 2017 | 3.275%                     | 3.361%                     | 4.8%                       |
| 9              | 2 tháng 6 năm 2017  | 2.966%                     | 2.514%                     | 4.5%                       |
| 10             | 9 tháng 6 năm 2017  | 3.927%                     | 4.147%                     | 4.9%                       |
| 11 (Chung kết) | 16 tháng 6 năm 2017 | 5.197%                     | 5.088%                     | 6.4%                       |
| Trung bình     | Trung bình          | 2.968%                     | 2.901%                     | 4.0%                       |

Chú thích
- Xanh- Tỉ lệ người xem thấp nhất
- Đỏ- Tỉ lệ người xem cao nhất

## Phát sóng quốc tế
- Tại Nhật Bản, tập đầu tiên của Produce 101 Mùa 2 được lên sóng vào ngày 25 tháng 5 năm 2017 trên Mnet Japan, những tập tiếp theo được phát sóng trong suốt 11 tuần sau đó vào mỗi sáng thứ sáu hằng tuần lúc 1:00.
- Tại Việt Nam, tập đầu tiên của Produce 101 Mùa 2 được lên sóng vào ngày 02 tháng 7 năm 2017 trên tvBlue - VTC5, những tập tiếp theo được phát sóng vào mỗi tối chủ nhật hàng tuần lúc 20:30.
- Tại khu vực châu Á và Úc, tập đầu tiên của Produce 101 Mùa 2 được lên sóng vào ngày 25 tháng 4 năm 2017 trên tvN Asia, những tập tiếp theo được phát sóng trong suốt 11 tuần sau đó vào mỗi thứ ba hằng tuần lúc 23:00.